# 잭 에이브러모프

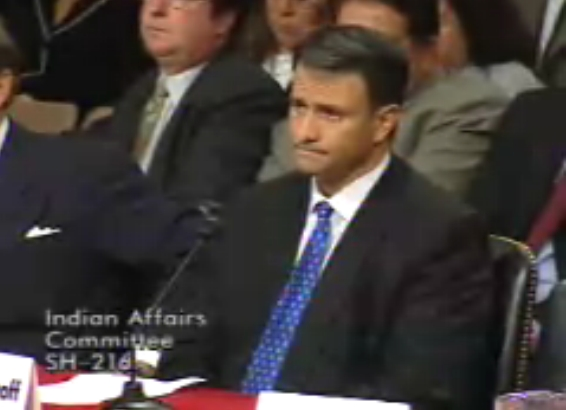
2004년의 에이브러모프.

잭 에이브러모프(Jack Allan Abramoff, 1958년 2월 28일 ~ )는 미국 워싱턴 D.C. 정계의 로비스트이자 범죄자이다. 헐리우드 영화 제작자이자 각본가로 참여하기도 하였다.
1981년 전국 공화당 대학생 회장을 경력으로, 1994년부터 본격적으로 워싱턴 로비스트로 활동하였다. 워싱턴 정계를 상대로 한 불법 로비에서 공모와 탈세, 우편 사기 등의 비리혐의로 연방검찰에 의해 기소되었으며 도박용 선크루즈 카지노선박 인수 시도와 관련한 사기혐의 등으로 마이애미 법정에서 5년 10개월의 징역형을 선고받아 복역하였다.
감옥 석방 이후 회고록 'Capitol Punishment'을 저술하였으며, 그의 실화를 배경으로 한 다큐멘터리 'Casino Jack and the United States of Money'와 영화 카지노 잭(Casino Jack)이 만들어지기도 하였다.